# Baranie pliesko
Baranie pliesko je mělké, občas vysychající pleso, nacházející se v severovýchodním úvalu Malé Studené doliny v nadmořské výšce 2 207 m. Je to nejvýše položené nestálé pleso ve Vysokých Tatrách. Má rozlohu 0,0303 ha. Je 36 m dlouhé a 11 m široké. Je však velmi obtížné určit jeho rozměry, protože jsou jasné periodické výkyvy. V létě toto pleso často vyschne úplně.